# New Windsor (New York)
New Windsor est une ville du comté d'Orange, dans l'État de New York, aux États-Unis,. En 2010, elle comptait une population de 25 244 habitants.

## Démographie
Lors du recensement de 2010, la ville comptait une population de 25 244 habitants, tandis qu'elle est estimée en 2016 à 27 272 habitants.

## Personnalités
- Emily L. Morton (1841-1920), entomologiste et illustratrice scientifique, est née et morte à New Windsor.